# Амангельдинський сільський округ (Саркандський район)
Амангельди́нський сільський округ (каз. Амангелді ауылдық округі, рос. Амангельдинский сельский округ) — адміністративна одиниця у складі Саркандського району Жетисуської області Казахстану. Адміністративний центр — село Пограничник.
Населення — 1570 осіб (2021; 1965 у 2009, 2718 у 1999, 4559 у 1989).
Станом на 1989 рік існували Амангельдинська сільська рада (села Караултобе, Пограничник) та Кокузецька сільська рада (села Каражиде, Кокузек, Тал-Тал).

## Склад
До складу округу входять такі населені пункти:
| Населений пункт   | Населення, осіб (1989) | Населення, осіб (1999) | Населення, осіб (2009) | Населення, осіб (2021) |
| ----------------- | ---------------------- | ---------------------- | ---------------------- | ---------------------- |
| Каражиде, село    | 35                     | -                      | -                      | -                      |
| Караултобе, село  | 650                    | 628                    | 592                    | 446                    |
| Кокозек, село     | 1938                   | 919                    | 630                    | 531                    |
| Пограничник, село | 1837                   | 1171                   | 743                    | 593                    |
| Тал-Тал, село     | 99                     | -                      | -                      | -                      |